# Rue Alphonse-Penaud
Pour les articles homonymes, voir Penaud.
La rue Alphonse-Penaud est une voie du 20e arrondissement de Paris, en France.

## Situation et accès
La rue Alphonse-Penaud est une voie publique située dans le 20e arrondissement de Paris. Elle débute au 39, rue du Capitaine-Ferber et se termine au 54, rue du Surmelin.

## Origine du nom

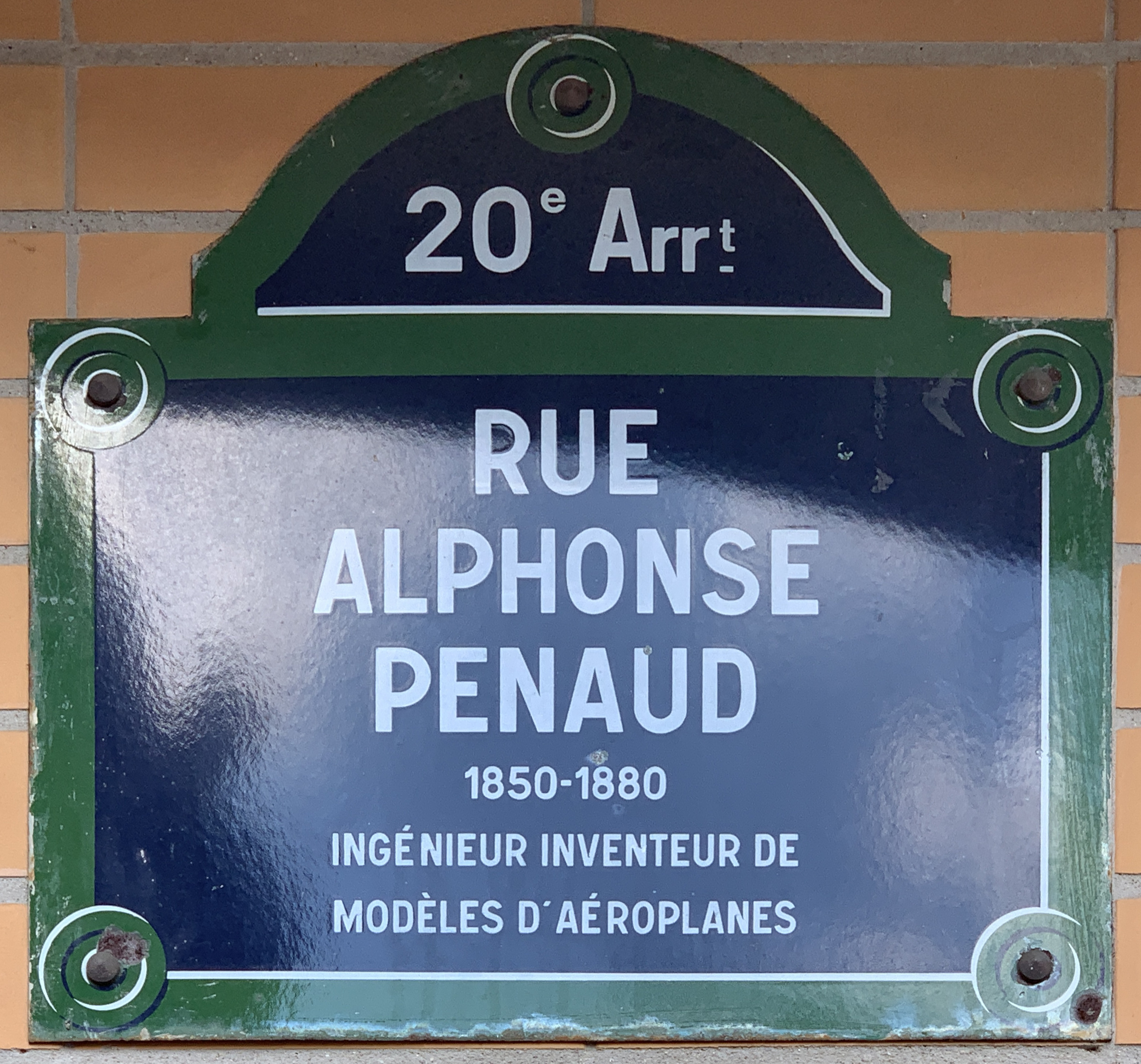
Plaque de la rue.

La rue est nommée en l'honneur de l'inventeur Alphonse Pénaud (1850-1880).

## Historique
Cette rue est un ancien sentier rural de la commune de Charonne qui se terminait, en 1830, vers la rue du Capitaine-Ferber par une impasse appelée « chemin de la Porte-des-Vaches » et devenue une partie de l'impasse Haxo.
Cette voie est classée dans la voirie parisienne par décret du 23 mai 1863. Ouverte en tant que rue par décret du 13 juin 1913, elle reçoit sa dénomination actuelle par arrêté du 10 février 1915.